# الشيء (جهاز استماع)

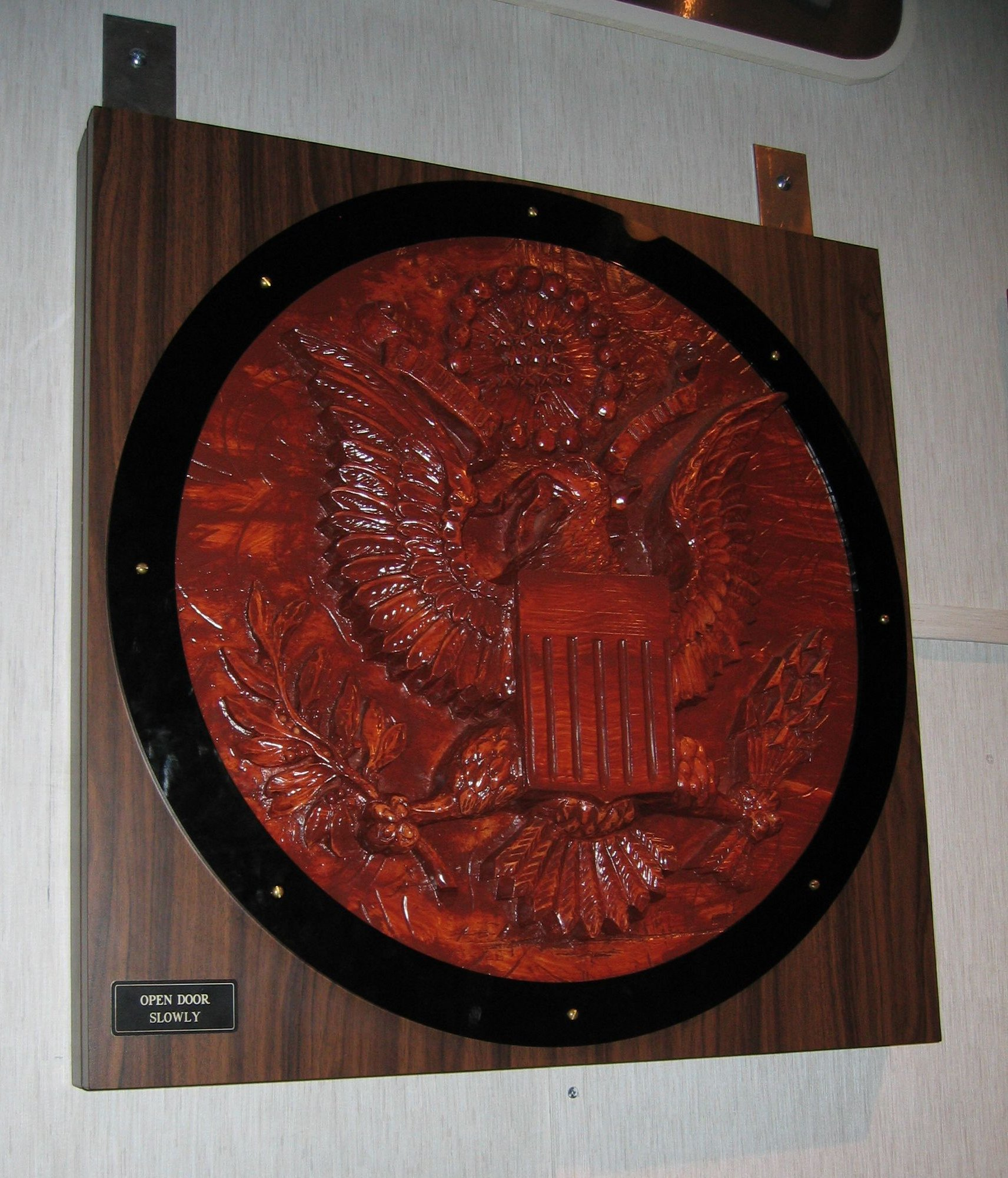
نسخة مطابقة من الختم العظيم الذي احتوى الشيء، معروضة في متحف علوم التعمية الوطني التابع لوكالة الأمن القومي الأمريكية.

يُعد «الشيء»، الذي يعرف أيضًا باسم الختم العظيم، من أوائل أجهزة التنصت السرية التي تستخدم التقنيات السلبية لبث الموجات الصوتية. أُخفي الجهاز داخل هدية قدمها الاتحاد السوفييتي لدبليو أفيريل هاريمان سفير الولايات المتحدة الأمريكية لدى الاتحاد السوفييتي في 4 أغسطس 1945. لأنه كان سلبيًا فقد احتاج إلى طاقة كهرومغناطيسية من مصدر خارجي ليُزود بالطاقة وينشط، ويعتبر السلف لتقنية تحديد الهوية باستخدام موجات الراديو.

## الاختراع
صُمم الشيء من قبل المخترع الروسي ليون ثيرمن، والذي اشتهر باختراعه للثيرمن وهي آلة موسيقية إلكترونية.

## التثبيت والاستخدام
أُدمج الجهاز في لوحة خشبية منحوتة على شكل الختم العظيم للولايات المتحدة الأمريكية، واستخدمه السوفييت للتجسس على الولايات المتحدة. في 4 أغسطس 1945 وقبل عدة أسابيع من نهاية الحرب العالمية الثانية جاء وفد من منظمة الرواد الشباب في الاتحاد السوفييتي التابعة وقدم هديته وهي منحوتة التنصت للسفير هاريمان كبادرة للصداقة لحليف الحرب. وبقيت الهدية معلقة في مكتب السفير في سكنه لمدة سبع سنوات، حتى كُشف أمرها عام 1952 أثناء فترة تولي السفير جورج إف. كينّان.

## مبادئ التشغيل
يتكون الشيء من غشاء تكثيفي صغير متصل بهوائي أحادي القطب، لم يكن فيه أية إمدادات بالطاقة أو مكونات إلكترونية نشطة. الجهاز هو مرنان تجويف السلبي يُصبح نشطًا فقط حين تُرسل إليه إشارة راديو بالتردد الصحيح من جهاز إرسال خارجي. ويُشار إلى ذلك بلغة (إن إس إيه) على أنها »إضاءة« لجهاز سلبي. مرت الموجات الصوتية «من الأصوات داخل مكتب السفير» عبر العلبة الخشبية الرقيقة، وضربت الغشاء وتسببت باهتزازه. وقد تنوعت حركة الغشاء من السعة «التي يراها» الهوائي والذي بدوره عدّل الموجات الراديوية التي ضربت وأعيد بثها بواسطة الشيء. يُزيل المستقبِل تشكيل الإشارة ما يسمح بسماع الصوت الذي يلتقطه الميكروفون، تمامًا كما يزيل المستقبِل الراديوي العادي إشارات الراديو ويخرج الصوت.
جعل تصميم ثيرمن اكتشاف جهاز الاستماع صعبًا للغاية، بسبب صغر حجمه وعدم احتوائه على أي مصدر للطاقة أو مكونات إلكترونية نشطة، ولم يكن يشع حين التعرض لأية إشارة ما لم يُنشط عن بُعد. ميزات هذا التصميم إلى جانب بساطته جعلت منه موثوقًا للغاية ومنحته احتمالية مدة عمل غير محدودة.

### تفاصيل تقنية
يتألف الجهاز من:
هوائي أحادي القطب بطول 9 بوصات: 23 سم «ربع موجة لترددات قدرها 330 ميغا هرتز، ولكنه قادر أيضًا على أن يكون نصف موجة 660 ميغا هرتز أو كامل الموجة 1320 ميغا هرتز، تختلف القيم - نظرًا للتكنولوجيا الراديوية في ذلك الوقت، فإن تردد 330 ميغا هرتز هو الغالب».
بالإضافة إلى قضيب مستقيم يقود من خلال بطانة معدنية عازلة إلى تجويف وينتهي بقرص مستدير شكل لوحة واحدة من مكثف. وهذا التجويف كان عبارة عن علبة نحاسية مطلية بفضة عالية الجودة، يبلغ قطرها الداخلي 0.775 بوصة «19.7 ملم» وطولها نحو 11/16 بوصة «17.5 ملم»، مع مُحاثة باستطاعة نحو 10 نانو هنري. جانبها الأمامي مغلق بغشاء موصل رقيق للغاية «3 مل، أو 75 ميكروميتر». في منتصف التجويف كان هناك أداة تعديل على شكل الفطر ذات أوجه مسطحة، مع قمة قابلة للتعديل تجعل من الممكن ضبط المسافة بعد الغشاء، شكل كل من الغشاء والأداة مكثفًا متغيرًا يعمل كميكروفون مكثف ويوفر تشكيل السعة «AM»، مع تعديل تردد طفيلي «FM» للإشارة المعاد إشعاعها. كان للأداة أخاديد وتشكيل خطوط شعاعية في وجهها، ربما لتوفير قنوات لتدفق الهواء للحد من التخميد الهوائي للغشاء. كما رُبط الهوائي بكثافة إلى الأداة عبر نهايته التي تأخذ شكل قرص. الوزن الكلي للوحدة بما في ذلك الهوائي كان 1.1 أوقية «31 غرامًا».
صُمم طول الهوائي وأبعاد التجويف من أجل جعل إشارة إعادة البث متناسقة بشكل أكبر مع التردد المضيء.
وضع الجهاز الأصلي مع العلبة تحت منقار النسر على الختم الكبير المقدم إلى دبليو أفيريل هيرمان، تختلف الآراء حول ما إذا كانت الثقوب قد حُفرت في المنقار للسماح للموجات الصوتية بالوصول إلى الغشاء. تقول مصادر أخرى إن الخشب الموجود خلف المنقار لم يكن محفورًا، لكنه رقيق بما يكفي لتمرير الصوت، أو أن المساحة المجوفة تعمل مثل لوحة الصوت لتركيز الصوت من الغرفة على الميكروفون.
ويقال إن التردد المضيء الذي استخدمه السوفييت هو 330 ميغا هرتز.

## الاكتشاف
اكتُشف وجود هذا الجهاز عن طريق الصدفة بواسطة مشغل راديو بريطاني في السفارة البريطانية، إذ سُمع صوت المحادثات الأمريكية على قناة إذاعية مفتوحة بينما كان السوفييت يبثون موجات الراديو في مكتب السفير. استطاع موظف في وزارة الخارجية الأمريكية إعادة إنتاج النتائج باستخدام جهاز استقبال واسع النطاق غير مضبوط مع جهاز كشف/ مزيل بسيط للديود.
أُرسل اثنان من موظفي وزارة الخارجية الإضافيين وهما جون دبليو. فورد وجوزيف بيزجيان إلى موسكو في مارس عام 1951 للتحقيق في هذا وغيره من أجهزة التجسس المشتبه بوجودها في مباني السفارتين البريطانية والكندية. أجرى الباحثون إجراءات مراقبة تقنية «مسح» لمكتب السفير، باستخدام مولد إشارات وجهاز استقبال في إعداد يولد ردود فعل صوتية إذا أًرسل الصوت من الغرفة على تردد معين. أثناء عملية المسح هذه عثر بيزجيان على الجهاز في منحوتة الختم العظيم.
شرع مكتب التحقيقات الفيدرالي في تحليل الجهاز ووظف أشخاصًا من شركة ماركوني البريطانية للمساعدة في التحليل. أجرى التحقيق التقني بيتر مارك رايت، وهو عالم بريطاني وضابط في مكافحة الاستخبارات في وقت لاحق، إذ كان قادرًا على اكتشاف عمل بشكل موثوق مع تردد إضاءة 800 ميغا هرتز. ضُبط المولد الذي اكتشف الجهاز على 1800 ميغا هرتز.
كان غشاء الشيء رقيقًا للغاية وهذا ما عرضه للتلف أثناء التعامل معه من قبل الأميركيين، فاستبدله رايت.
تسببت بساطة الجهاز في حدوث بعض الالتباس أثناء تحليله، فقد كان للهوائي والمرنان عدد من ترددات الرنين بالإضافة إلى تردده الرئيسي، وكان التعديل على حساب السعة والتردد في آن معًا. فقد الفريق أيضًا بعض الوقت على افتراض أن المسافة بين الغشاء ووظيفة الضبط بحاجة إلى زيادة من أجل زيادة الرنين.